# Kijewo (Kosobudz)
Kijewo (niem. Neumühl) – przysiółek wsi Kosobudz w Polsce, położony w województwie lubuskim, w powiecie świebodzińskim, w gminie Łagów.
W latach 1975–1998 przysiółek administracyjnie należał do województwa zielonogórskiego.